# 拉绍姆
拉绍姆（法語：La Chaume，法語發音：[la ʃom]）是法国科多尔省的一个市镇，属于蒙巴尔区。

## 地理
拉绍姆（47°52'45"N, 4°50'22"E）面积33.1 平方千米，位于法国勃艮第-弗朗什-孔泰大區科多尔省，该省份为法国中东部省份，北起奥布省，西接涅夫勒省和约讷省，南至索恩-卢瓦尔省，东南接汝拉省，东临上索恩省，东北部与上马恩省接壤。
与拉绍姆接壤的市镇（或旧市镇、城区）包括：布德勒维尔、奥布河畔沃索勒、武莱讷莱唐普利耶、莱古勒、利涅罗勒、卢埃姆、吕塞、当瑟瓦尔、勒格莱。

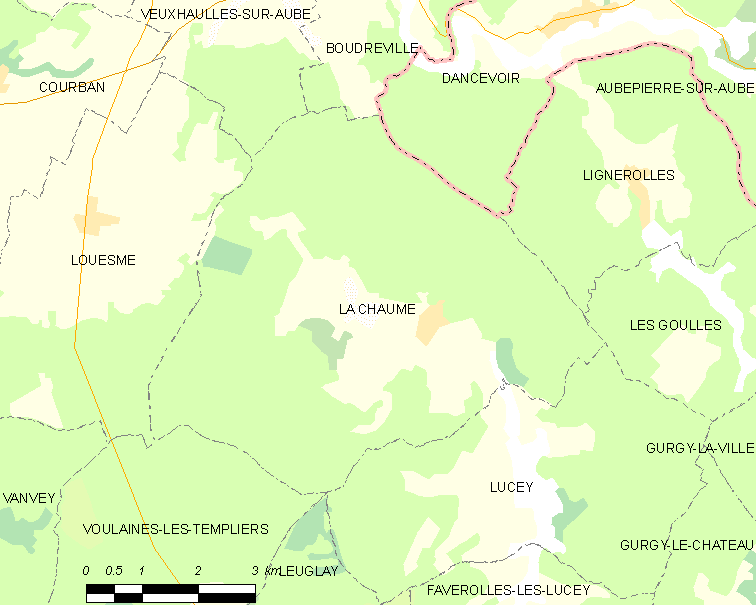
拉绍姆的OSM定位图

拉绍姆的时区为UTC+01:00、UTC+02:00（夏令时）。

## 行政
拉绍姆的邮政编码为21520，INSEE市镇编码为21159。

## 政治
拉绍姆所属的省级选区为塞纳河畔沙蒂永县。

## 人口

1962-2008年间拉绍姆人口变化图示

拉绍姆于2022年1月1日时的人口数量为97人。